# 戚元靖
戚元靖（1929年4月4日—1994年11月4日），湖北汉口人，中华人民共和国政治人物，钢铁冶金、建筑工程专家。曾任中华人民共和国冶金工业部部长、中国工程院首批院士。
中共第十二届中央纪律检查委员会委员，第十二届中央委员会候补委员（1985年9月增选），第十三、十四届中央委员会委员。

## 生平
早年，戚元靖受姐姐戚元德、姐夫吴德峰的影响，于抗日战争期间赴延安，就读于延安自然科学院（北京理工大学的前身）。1945年，在延安加入中国共产党。后被分配到晋察冀边区工作，还曾在华北联合大学、华北军政大学继续学习。1948年，进入哈尔滨工业大学俄语班进修。
中华人民共和国成立后，曾在东北工业部、鞍山钢铁公司担任俄语翻译；后进入大连工学院土木工程系学习；1951年，被派苏联列宁格勒建筑工程学院建筑工程系学习，并担任列宁格勒中国留学生党总支书记，学生会主席。1956年回国后，被分配到原冶金工业部下属黑色冶金设计总院（即北京钢铁设计研究总院）工作；曾历任研究院工程师、副科长、工程设计队队长、援助越南专家组组长，研究院革委会副主任、党委副书记，高级工程师、副院长、院长等职。1982年，出任冶金工业部副部长；1985年8月，晋升部长；1991年6月，被查出患有胃癌并有淋巴转移。1993年3月，卸任部长职务。随后进入第八届全国人民代表大会常务委员会，担任委员、兼全国人大环境与资源保护委员会副主任委员；同年，参与筹建中国工程院，并于次年当选中国工程院首批院士。
1994年11月4日，戚元靖在北京病逝，享年65岁。